# Juan Perinetti
Juan Nelusco Perinetti (1891 – Remedios de Escalada, 31 luglio 1957) è stato un calciatore e dirigente sportivo argentino, di ruolo attaccante.

## Biografia
Fu tra i fondatori del Talleres di Remedios de Escalada il 1º giugno 1906. In seguito fu presidente della società (1932-1934 e 1943); durante il suo ultimo mandato fece costruire la piscina olimpionica del club, in seguito intitolata a lui.

## Caratteristiche tecniche
Giocava come ala sinistra. Abile nel dribbling, dotato di un'affinata tecnica e di grande rapidità, Perinetti fu uno dei principali interpreti nel suo ruolo negli anni 1910 in Argentina.

## Carriera

### Club
Fece parte delle prime formazioni del Talleres, insieme al fratello Raúl, che fu un altro dei fondatori della società. Arrivò a essere capitano del Talleres, in cui rimase fino al 1907: passò poi al Racing Club di Avellaneda. Di tale squadra divenne subito titolare, trovando una buona intesa con Alberto Ohaco e segnalandosi come uno dei migliori elementi della rosa. Fu soprannominato El Llorón (il piagnone) perché, quando la sua formazione subiva una sconfitta, si metteva a piangere. Rimase al Racing dal 1908 al 1920, vincendo un totale di 19 trofei (tra cui 7 vittorie in campionato). Nel 1925 giocò in seconda divisione con il Talleres, suo vecchio club, contribuendo alla promozione in massima serie avvenuta il 22 novembre 1925 all'Estadio Gasómetro. Giocò quindi un ultimo incontro durante la Primera División 1926, il 18 aprile 1926 contro il Lanús, e si ritirò dall'attività.

### Nazionale
Esordì in Nazionale il 18 luglio 1915 a Montevideo contro l'Uruguay, disputando il Gran Premio de Honor Uruguayo. Convocato per il Sudamericano 1916, vi debuttò il 6 luglio contro il Cile a Buenos Aires. Sostituito da Bincaz nella gara con il Brasile, tornò contro l'Uruguay il 17 luglio, dopo aver giocato un'amichevole con una formazione "di riserva" il 6 luglio con il Cile. Concluse il 1916 giocando Copa Lipton, Gran Premio de Honor Uruguayo e Trofeo Circular tra agosto e ottobre. Nel 1917 fu schierato per la prima volta il 18 luglio contro l'Uruguay; dopo un'ulteriore partita con la selezione celeste il 15 agosto, tornò a disputare il Campeonato Sudamericano de Football. Giocò da titolare tutte e 3 gli incontri della manifestazione, sempre come ala sinistra. Il 1917 in Nazionale finì, per lui, il 22 ottobre, giorno in cui fu impiegato in un'amichevole contro il Cile. Nel 1918 giocò una sola gara, il 25 agosto a Buenos Aires con l'Uruguay (Gran Premio de Honor Argentino). Nel 1919 fece nuovamente parte dei convocati dell'Argentina al Sudamericano: come nel 1917, fu presente dall'inizio in tutte le partite. La sua ultima presenza la registrò il 7 settembre 1919 durante la Copa Lipton contro l'Uruguay.

## Statistiche

### Cronologia presenze e reti in Nazionale
| Cronologia completa delle presenze e delle reti in nazionale ― Argentina | Cronologia completa delle presenze e delle reti in nazionale ― Argentina | Cronologia completa delle presenze e delle reti in nazionale ― Argentina | Cronologia completa delle presenze e delle reti in nazionale ― Argentina | Cronologia completa delle presenze e delle reti in nazionale ― Argentina | Cronologia completa delle presenze e delle reti in nazionale ― Argentina | Cronologia completa delle presenze e delle reti in nazionale ― Argentina | Cronologia completa delle presenze e delle reti in nazionale ― Argentina |
| Data                                                                     | Città                                                                    | In casa                                                                  | Risultato                                                                | Ospiti                                                                   | Competizione                                                             | Reti                                                                     | Note                                                                     |
| ------------------------------------------------------------------------ | ------------------------------------------------------------------------ | ------------------------------------------------------------------------ | ------------------------------------------------------------------------ | ------------------------------------------------------------------------ | ------------------------------------------------------------------------ | ------------------------------------------------------------------------ | ------------------------------------------------------------------------ |
| 18/07/1915                                                               | Montevideo                                                               | Uruguay                                                                  | 2 – 3                                                                    | Argentina                                                                | Gran Premio de Honor Uruguayo                                            | 0                                                                        |                                                                          |
| 06/07/1916                                                               | Buenos Aires                                                             | Argentina                                                                | 6 – 1                                                                    | Cile                                                                     | Campeonato Sudamericano de Football                                      | 0                                                                        |                                                                          |
| 12/07/1916                                                               | Buenos Aires                                                             | Argentina                                                                | 1 – 0                                                                    | Cile                                                                     | Amichevole                                                               | 0                                                                        |                                                                          |
| 17/07/1916                                                               | Buenos Aires                                                             | Argentina                                                                | 0 – 0                                                                    | Uruguay                                                                  | Campeonato Sudamericano de Football                                      | 0                                                                        |                                                                          |
| 15/08/1916                                                               | Montevideo                                                               | Uruguay                                                                  | 1 – 2                                                                    | Argentina                                                                | Copa Lipton                                                              | 0                                                                        |                                                                          |
| 01/10/1916                                                               | Montevideo                                                               | Uruguay                                                                  | 0 – 1                                                                    | Argentina                                                                | Gran Premio de Honor Uruguayo                                            | 0                                                                        |                                                                          |
| 29/10/1916                                                               | Montevideo                                                               | Uruguay                                                                  | 3 – 1                                                                    | Argentina                                                                | Trofeo Circular                                                          | 0                                                                        |                                                                          |
| 15/08/1917                                                               | Avellaneda                                                               | Argentina                                                                | 2 – 0                                                                    | Uruguay                                                                  | Copa Lipton                                                              | 0                                                                        |                                                                          |
| 03/10/1917                                                               | Montevideo                                                               | Argentina                                                                | 4 – 2                                                                    | Brasile                                                                  | Campeonato Sudamericano de Football                                      | 0                                                                        |                                                                          |
| 06/10/1917                                                               | Montevideo                                                               | Argentina                                                                | 1 – 0                                                                    | Cile                                                                     | Campeonato Sudamericano de Football                                      | 0                                                                        |                                                                          |
| 14/10/1917                                                               | Montevideo                                                               | Uruguay                                                                  | 1 – 0                                                                    | Argentina                                                                | Campeonato Sudamericano de Football                                      | 0                                                                        |                                                                          |
| 21/10/1917                                                               | Avellaneda                                                               | Argentina                                                                | 1 – 1                                                                    | Cile                                                                     | Amichevole                                                               | 0                                                                        |                                                                          |
| 25/08/1918                                                               | Buenos Aires                                                             | Argentina                                                                | 2 – 1                                                                    | Uruguay                                                                  | Gran Premio de Honor Argentino                                           | 0                                                                        |                                                                          |
| 13/05/1919                                                               | Rio de Janeiro                                                           | Argentina                                                                | 2 – 3                                                                    | Uruguay                                                                  | Campeonato Sudamericano de Football                                      | 0                                                                        |                                                                          |
| 18/05/1919                                                               | Rio de Janeiro                                                           | Brasile                                                                  | 3 – 1                                                                    | Argentina                                                                | Campeonato Sudamericano de Football                                      | 0                                                                        |                                                                          |
| 22/05/1919                                                               | Rio de Janeiro                                                           | Argentina                                                                | 4 – 1                                                                    | Cile                                                                     | Campeonato Sudamericano de Football                                      | 0                                                                        |                                                                          |
| 07/09/1919                                                               | Buenos Aires                                                             | Argentina                                                                | 1 – 2                                                                    | Uruguay                                                                  | Copa Lipton                                                              | 0                                                                        |                                                                          |
| Totale                                                                   |                                                                          | Presenze                                                                 | 18                                                                       |                                                                          | Reti                                                                     | 0                                                                        |                                                                          |

## Palmarès

### Competizioni nazionali
- Copa Campeonato: 6

Racing Club: 1913, 1914, 1915, 1916, 1917, 1918
- Copa de Honor Cousenier: 1

Racing Club: 1913
- Copa Ibarguren: 5

Racing Club: 1913, 1914, 1916, 1917, 1918
- Copa de Honor Municipalidad de Buenos Aires: 4

Racing Club: 1912, 1913, 1915, 1917
- Primera División (AAm): 1

Racing Club: 1919

### Competizioni internazionali
- Copa Ricardo Aldao: 2

Racing Club: 1917, 1918